# Liste der Ehrenbürger von Düsseldorf

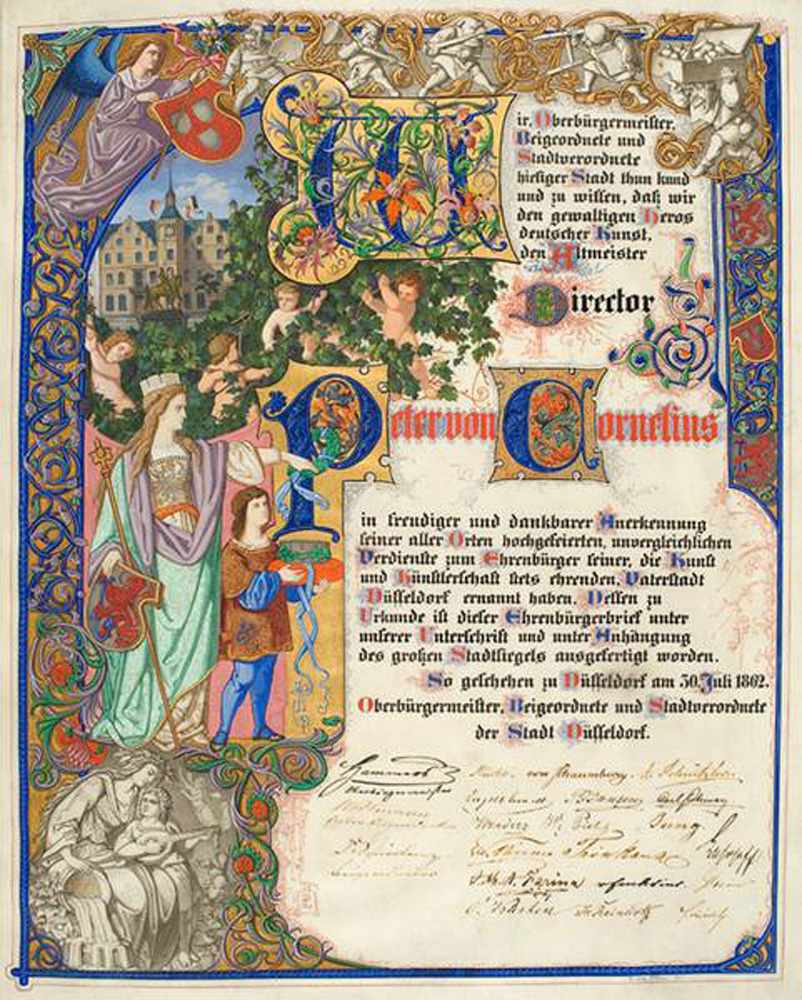
Ehrenbürgerbrief für Peter von Cornelius, 30. Juli 1862

Die Stadt Düsseldorf hat seit 1856 29 Personen das Ehrenbürgerrecht verliehen.
Außerdem wurden 1933 Adolf Hitler und Hermann Göring zu Ehrenbürgern ernannt, wenngleich Hitler die Auszeichnung nicht persönlich entgegennahm. 1938 wurde zusätzlich der Parteifunktionär der NSDAP Alfred Rosenberg zum Ehrenbürger ernannt. 1946 entzog der Rat der Stadt Düsseldorf Göring und Rosenberg die Ehrenbürgerwürde. Im Jahr 2004 hat die Stadt Düsseldorf durch ein Bürgerbegehren ebenfalls Adolf Hitler die Ehrenbürgerschaft aberkannt.
Hinweis: Die Auflistung erfolgt chronologisch nach Datum der Zuerkennung.

## Die Ehrenbürger der Stadt Düsseldorf

Prinz Friedrich von Preußen

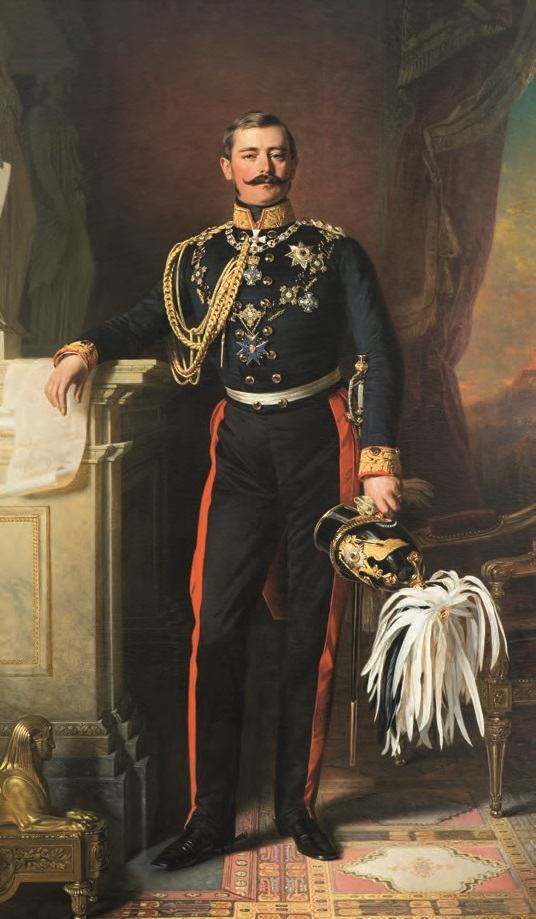
Karl Anton von Hohenzollern

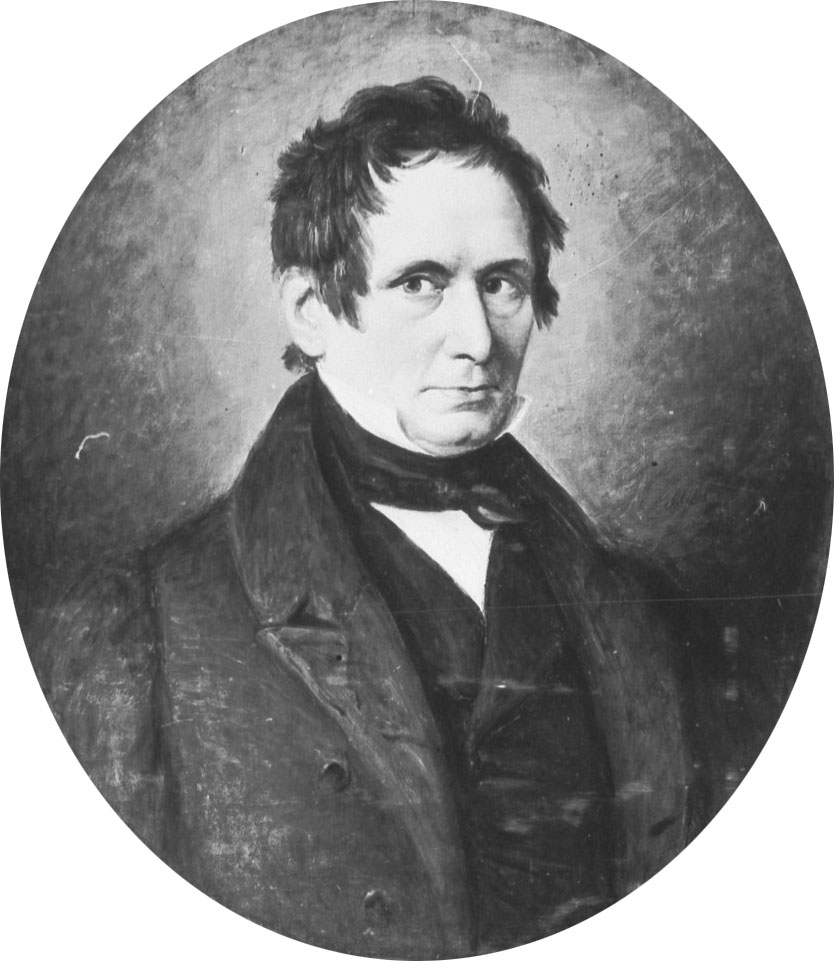
Peter v. Cornelius

Leo v. Massenbach

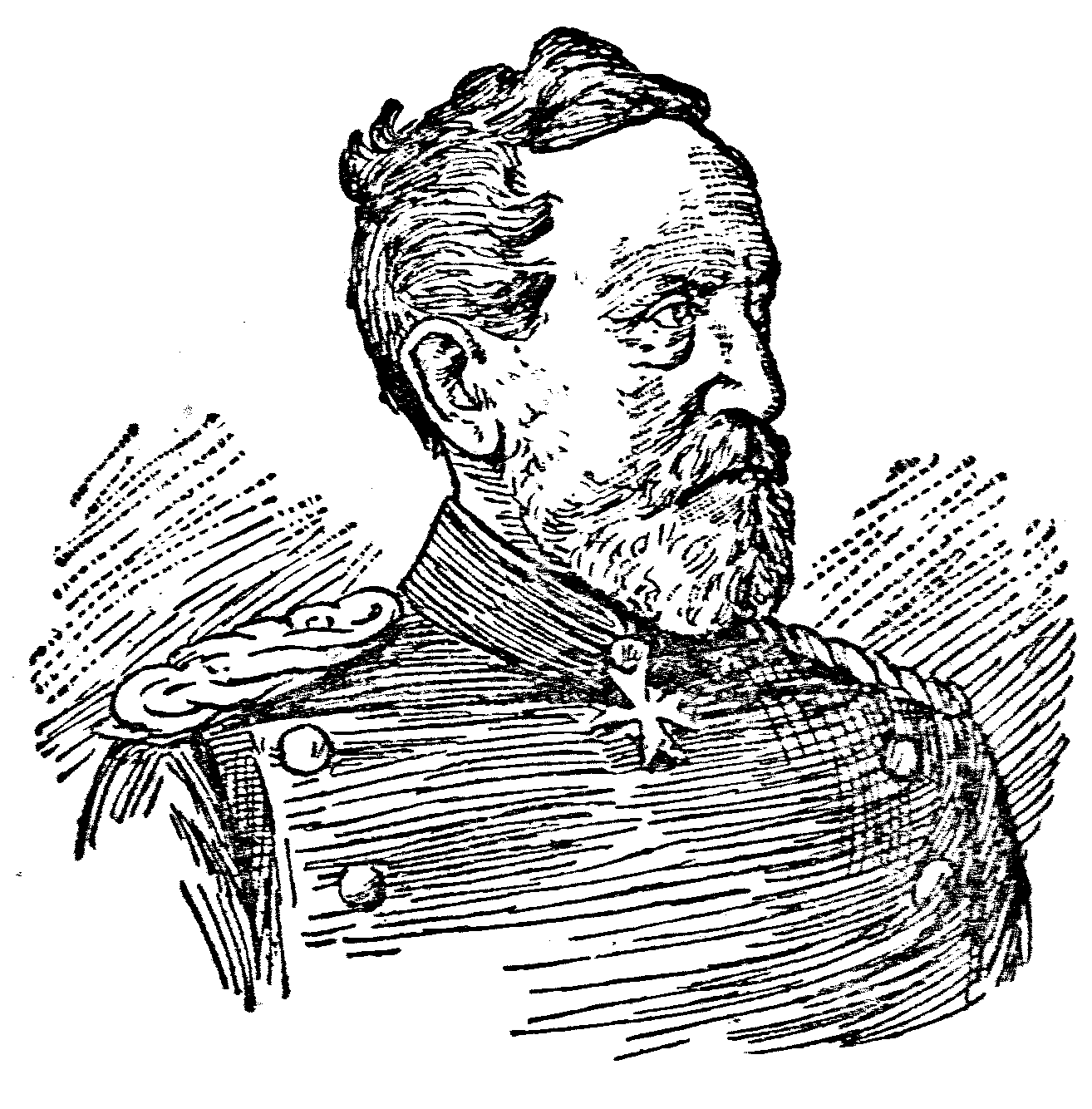
Leonhard von Blumenthal

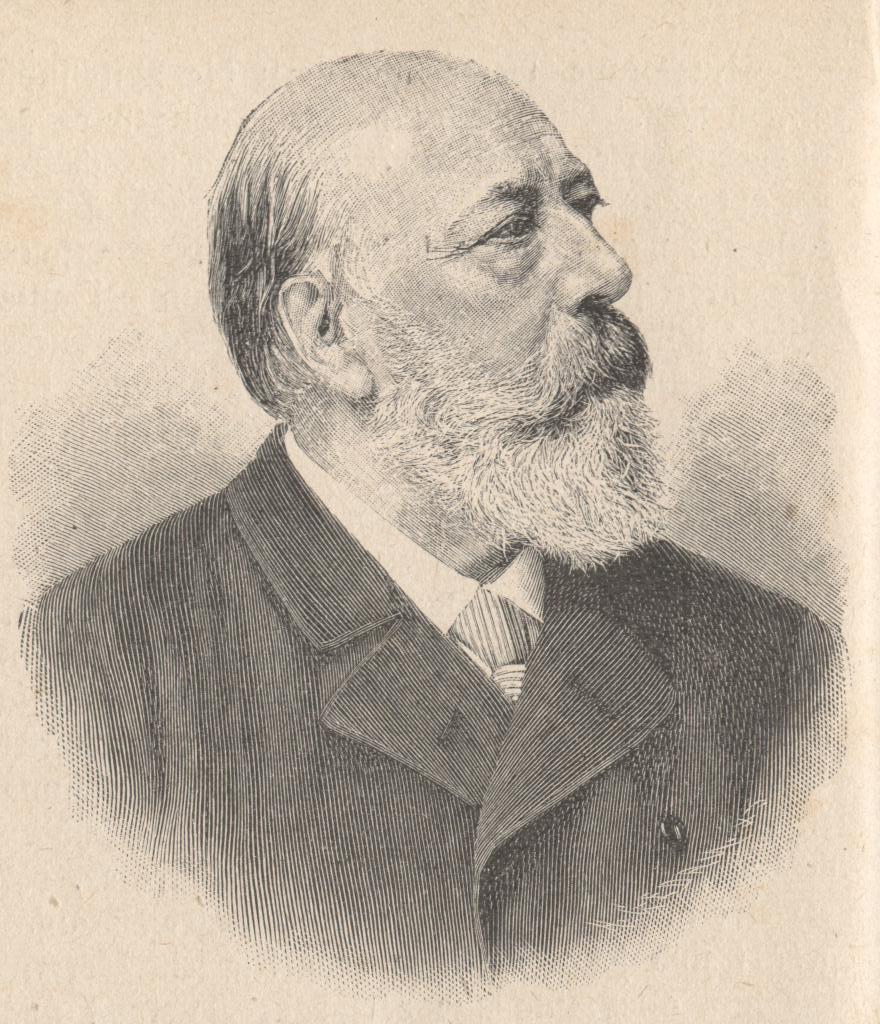
Andreas Achenbach

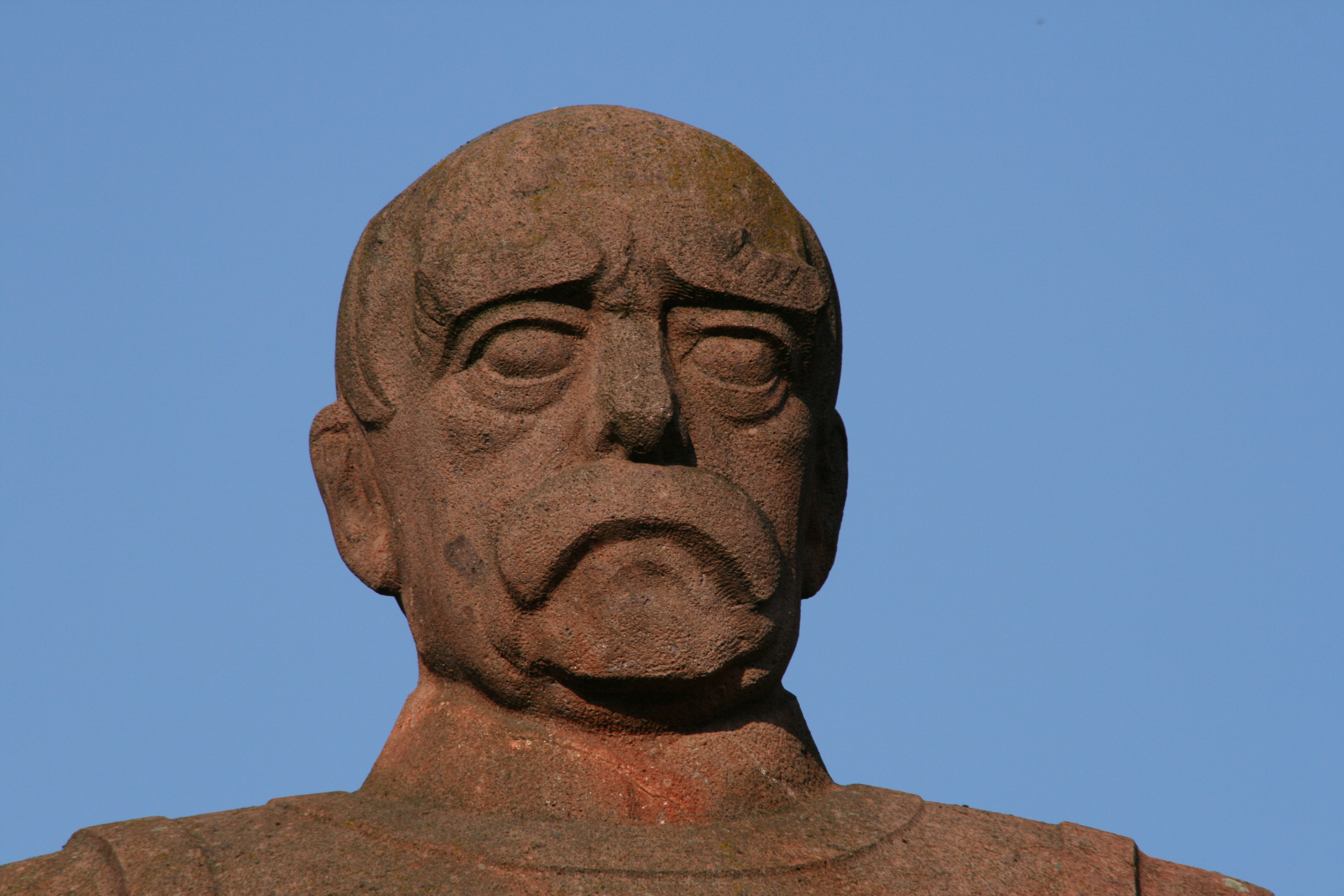
Otto von Bismarck

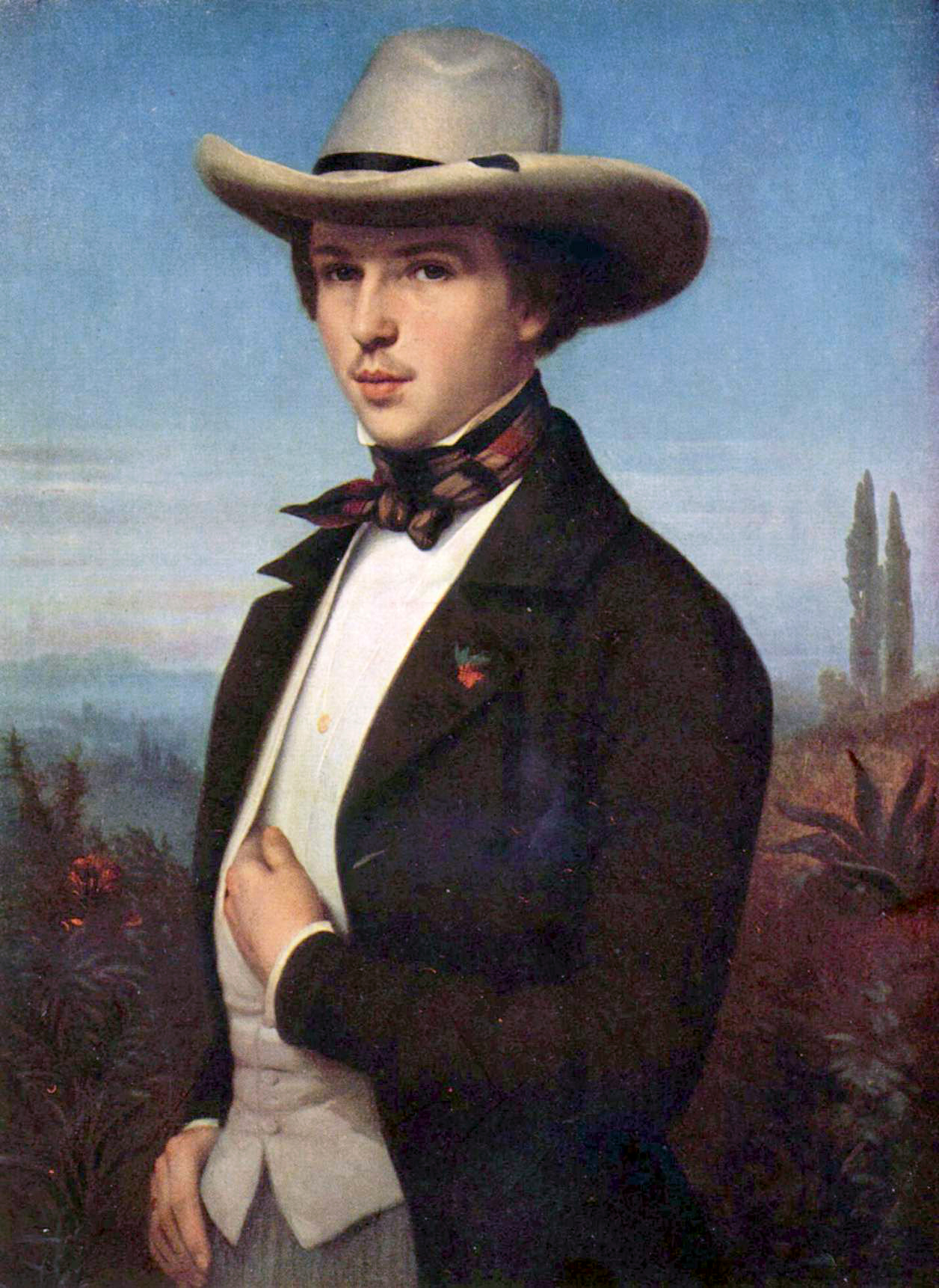
Oswald Achenbach

Albert Mooren

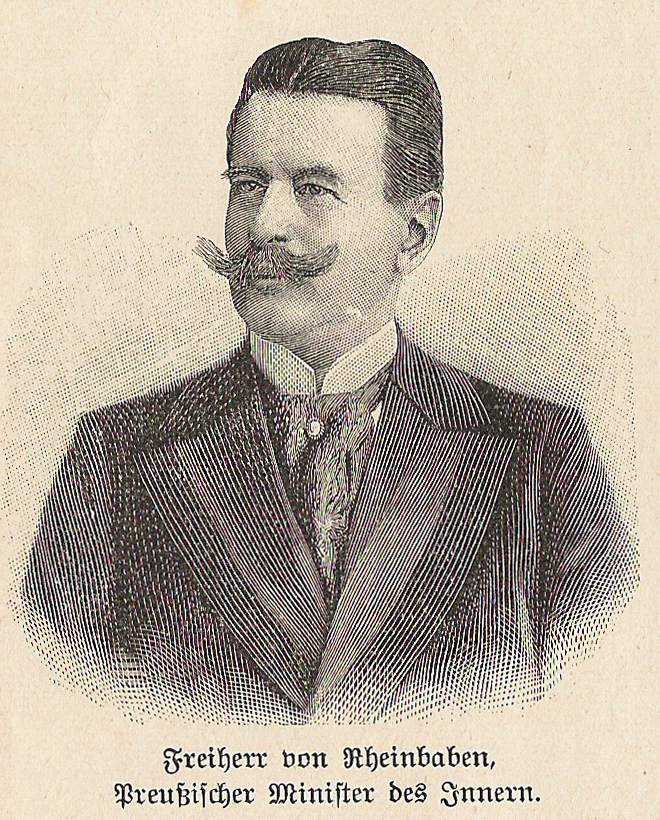
Georg von Rheinbaben

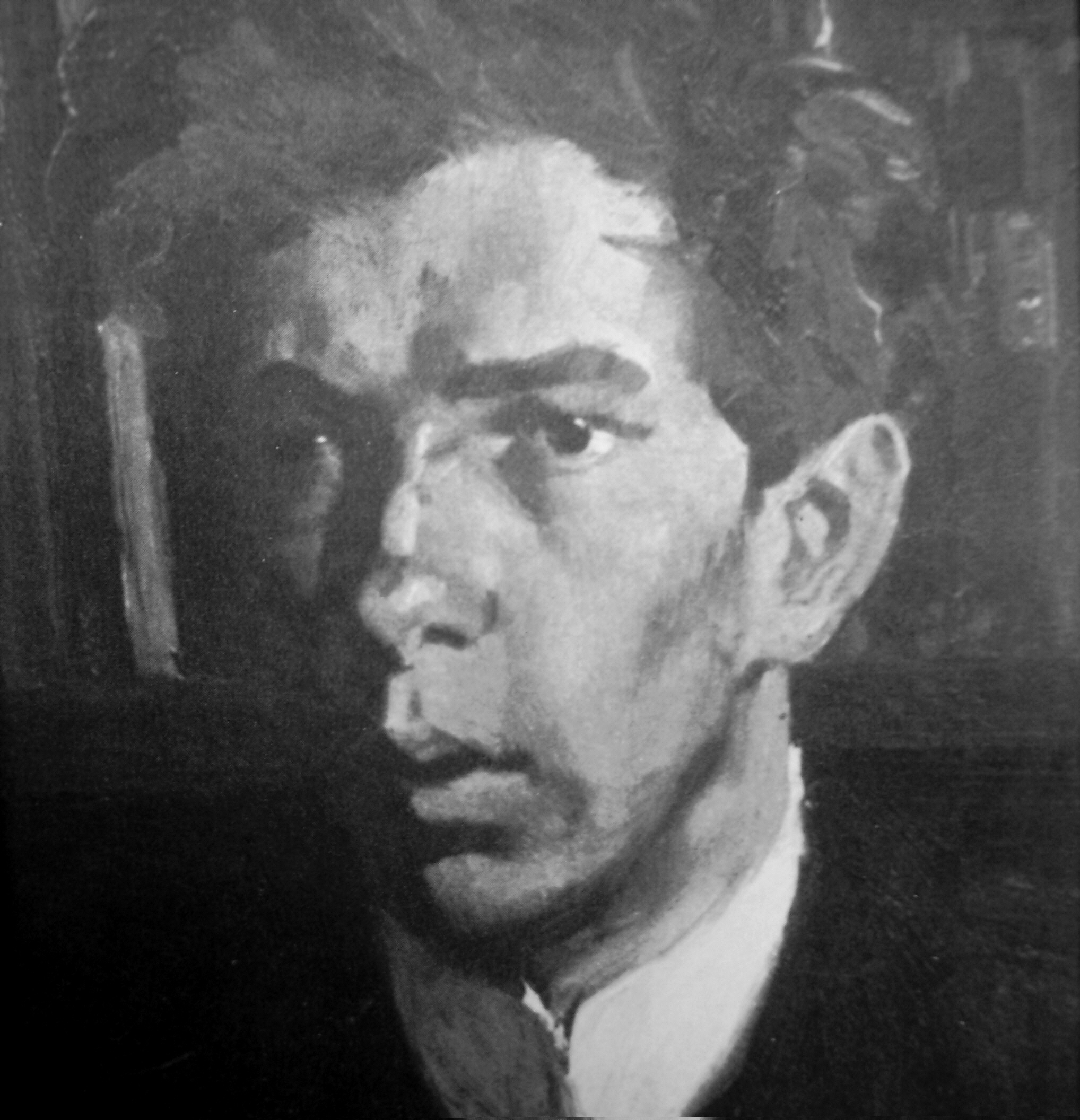
Albert Weisgerber:Jugendbildnis Theodor Heuss

1. Friedrich Wilhelm Ludwig von Preußen (* 30. Oktober 1794 in Berlin; † 27. Juli 1863 in Berlin)
Divisionskommandeur und Kunstmäzen
Verleihung 1856
2. Karl Anton von Hohenzollern-Sigmaringen (* 7. September 1811 in Krauchenwies; † 2. Juni 1885 in Sigmaringen)
Divisionskommandeur und späterer preußischer Ministerpräsident
Verleihung 1856
3. Peter von Cornelius (* 23. September 1783 in Düsseldorf; † 6. März 1867 in Berlin)
Direktor der Kunstakademie
Verleihung 1862
4. Leo von Massenbach (* 28. Juli 1797 in Insterburg; † 12. November 1880 in Düsseldorf)
Regierungspräsident
Verleihung 1866
5. Leonhard von Blumenthal (* 30. Juli 1810 in Schwedt an der Oder; † 21. Dezember 1900 auf Gut Quellendorf)
Generalleutnant
Verleihung 1871
6. Andreas Achenbach (* 29. September 1815 in Kassel; † 1. April 1910 in Düsseldorf)
Landschaftsmaler
Verleihung 1885
7. Otto von Bismarck (* 1. April 1815 in Schönhausen; † 30. Juli 1898 in Friedrichsruh)
Reichskanzler
Verleihung 1895
8. Oswald Achenbach (* 2. Februar 1827 in Düsseldorf; † 1. Februar 1905 in Düsseldorf)
Landschaftsmaler
Verleihung 1897
9. Albert Mooren (* 26. Juli 1828 in Oedt; † 31. Dezember 1899 in Düsseldorf)
Arzt und Direktor der städtischen Augenklinik
Verleihung 1898
10. Heinrich Lueg (* 1840 in Sterkrade; † 1917 in Düsseldorf)
Geheimer Kommerzienrat, Industrieller
Verleihung 1902
11. Georg von Rheinbaben (* 21. August 1855 in Frankfurt/Oder; † 25. März 1921 in Düsseldorf)
Staats- und Finanzminister
Verleihung 1907
12. Wilhelm Marx (* 29. Dezember 1851 in Oelinghofen; † 30. Juli 1924 in Düsseldorf)
Oberbürgermeister
Verleihung 1910
13. Paul von Hindenburg (* 2. Oktober 1847 in Posen; † 2. August 1934 auf Gut Neudeck)
Generalfeldmarschall
Verleihung 1917
14. Erich Ludendorff (* 9. April 1865 in Kruszewnia bei Schwersenz; † 20. Dezember 1937 in München)
Kommandeur
Verleihung 1917, Urkunde wurde aber zunächst zurückgehalten und dann nicht mehr ausgehändigt
15. Eduard Gebhardt (* 13. Juni 1838 in Järva-Jaani; † 3. Februar 1925 in Düsseldorf)
Historienmaler
Verleihung 1918
16. Fritz Roeber (* 15. Oktober 1851 in Elberfeld; † 15. Mai 1924 in Düsseldorf)
Direktor der Kunstakademie
Verleihung 1921
17. Professor Georg Oeder (* 12. April 1846 in Aachen; † 4. Juli 1931 in Düsseldorf)
Landschaftsmaler
Verleihung 1926
18. Fritz Henkel (* 20. März 1848 in Vöhl; † 1. März 1930 in Rengsdorf)
Kommerzienrat und Fabrikant
Verleihung 1928
  - Adolf Hitler (* 20. April 1889 in Braunau am Inn; † 30. April 1945 in Berlin)

„Führer“ und Reichskanzler
Verleihung 1933; aberkannt 2004
  - Hermann Göring (* 12. Januar 1893 in Rosenheim; † 15. Oktober 1946 in Nürnberg)

preußischer Ministerpräsident, Reichstagspräsident, Chef der Luftwaffe
Verleihung 1933; aberkannt 1946
  - Alfred Rosenberg (* 12. Januar 1893 in Reval; † 16. Oktober 1946 in Nürnberg)

Beauftragter des Führers für die Überwachung der gesamten geistigen und weltanschaulichen Schulung und Erziehung der NSDAP
Verleihung 1938; aberkannt 1946
19. Herbert Eulenberg (* 25. Januar 1876 in Köln-Mülheim; † 4. September 1949 in Kaiserswerth)
Dichter
Verleihung 1946
20. Hugo Henkel (* 21. Januar 1881 in Düsseldorf; † 18. Dezember 1952 in Ratingen-Hösel)
Fabrikant
Verleihung 1951
21. Gustav Lindemann (* 24. August 1872 in Danzig; † 5. Mai 1960 in Stephanskirchen-Sonnenholz)
Generalintendant
Verleihung 1952
22. Theodor Heuss (* 31. Januar 1884 in Brackenheim; † 12. Dezember 1963 in Stuttgart)
Bundespräsident a. D.
Verleihung 1960
23. Konrad Henkel (* 25. Oktober 1915 in Düsseldorf; † 24. April 1999 in Düsseldorf)
Chemiker
Verleihung 1976
24. Walter Scheel (* 8. Juli 1919 in Solingen; † 24. August 2016 in Bad Krotzingen)
Bundespräsident a. D.
Verleihung 1979
25. Georg Schulhoff (* 1. Dezember 1898 in Budapest; † 5. Juni 1990 in Düsseldorf)
Präsident der Handwerkskammer Düsseldorf
Verleihung 1982
26. Helmut Hentrich (* 17. Juni 1905 in Krefeld; † 7. Februar 2001 in Düsseldorf)
Architekt
Verleihung 1985
27. Aloys Odenthal (* 8. März 1912 in Düsseldorf; † 30. November 2003 in Düsseldorf)
Architekt
Verleihung 1985
28. Udo van Meeteren (* 26. Mai 1926 in Mülheim an der Ruhr; † 8. Januar 2024)
Kaufmann und Kunstmäzen
Verleihung 2003
29. Albrecht Woeste (* 30. Oktober 1935 in Düsseldorf)
Unternehmer und Sportfunktionär
Verleihung 2015[1]